# Schulwegspiel
Das Schulwegspiel ist ein Lernspiel in Form eines selbst erarbeiteten Brettspiels und gleichzeitig eine Methode der Verkehrserziehung. Sie soll den Schulanfänger physisch, emotional und mental zu einer sicheren und selbstständigen Bewältigung seines Schulwegs befähigen.

## Entstehung
Zunehmende Unfallzahlen bis in die 1970er Jahre, von denen besonders die Schulanfänger betroffen waren, aber auch die in der Sorge um die Sicherheit der Kinder aufkommende „Schul-Rushhour“ führten zu einem Handlungsdruck der Verkehrserziehung, mehr für die Schulwegsicherheit zu tun. Die Tendenz verstärkte sich, den längerfristig erfolgversprechendsten Weg des selbstständigen Schulgangs der Kinder zu favorisieren. Als kindgemäße Lernweise bot sich dabei auch in der Verkehrssicherheitsarbeit das Spielen und als Methode der Projektunterricht an.
Das fächerübergreifend angelegte Projekt „Schulwegspiel“ ist eine Realisierungsform des Karlsruher Didaktikmodells Verkehrserziehung vom Kinde aus. Den kommerziell erhältlichen Brettspielen mangelte es aus lernpsychologischer Sicht an Realitäts- und an Kindnähe. Die schablonenhaften Darstellungen von Verkehrsszenen blieben ohne Bezug zur konkreten Schulwegsituation des einzelnen Kindes und ließen entsprechend nur einen geringen Lerneffekt erwarten. Außerdem erlaubten die bereits fertigen Brettspiele lediglich ein sitzendes Abspielen nach den Spielvorgaben. Unter diesen Überlegungen schien die Konzipierung eines Schulwegspiels nach modernen didaktischen und methodischen Grundsätzen sinnvoll und notwendig. So löste das von dem Verkehrspädagogen S. A. Warwitz ins Leben gerufene, von den Kindern selbst erarbeitete „Karlsruher Schulwegspiel“ die alten Brettspiele (z. B. aus dem Gelu-Verlag) schon in den 1980er Jahren allmählich ab.

## Didaktische Zielsetzung
Das in Projektform angelegte Schulwegspiel begnügt sich nicht damit, eine bereits fertige Spielvorlage zum Spielen zu nutzen, sondern bezieht die Kinder von Anfang an kreativ und ganzheitlich fordernd in die Entstehung eines eigenen Brettspiels ein. Es arbeitet dabei nach den Prinzipien des Entdeckenden- und des Mehrdimensionalen Lernens. Die Kinder werden dabei sowohl körperlich als auch in ihrem Gefühlsleben und mit ihren geistigen Kräften, nach Pestalozzi mit „Hand, Herz und Verstand“, angesprochen. Sie lernen dabei auch, dass Spielen bereits bei der Herstellung des Spielzeugs beginnen und dies sehr spannend sein kann. Ein solches Vorgehen versprach ein intensives und effektives Lernen.

## Projektphasen
In einem ersten Projektschritt erkunden die Kinder zu zweit oder zu dritt unter Begleitung eines Mentors ihren persönlichen Schulweg. Die Funktion des Betreuers wird von Müttern oder Vätern, von einem Verkehrspolizisten, von einem Referendar oder von zuverlässigen älteren Schülern mit der Ausbildung zum Verkehrshelfer wahrgenommen. Gemeinsam verfolgt man den Weg auf einem Ortsplan der Gemeinde oder fertigt eine eigene Skizze an, auf der alle Auffälligkeiten, Gefahrenpunkte, Verkehrshilfen, die unterwegs begegnen, wie Fußgängerübergänge, Fußgängerbrücken, Fußgängertunnel oder Druckampeln, vermerkt werden.
In einem zweiten Projektschritt werden die Ergebnisse der einzelnen Kleingruppen auf einem gemeinsamen Spielbrett zusammengeführt und nach Brettspielart verarbeitet.
Der dritte Projektschritt besteht im Entwickeln von Ereigniskarten. Diese enthalten alles, was beim Verkehren passieren kann und bewältigt werden muss: ein durch Autos verstellter Gehweg, eine Ampel, ein Fußgängertunnel, Verführungen oder Ablenkungen durch andere Kinder. Sie geben Hilfen und erlauben beim Würfeln ein schnelleres Fortkommen oder Bremsen an Gefahrenpunkten oder bei falschen Entscheidungen. An schwierigen Stellen müssen Aufgaben gelöst, und es können verkehrsgerechte Strafen verordnet werden. Hilfen für andere Verkehrsteilnehmer und Verkehrstipps werden besonders belohnt.
Erst im vierten Projektschritt kommt es zum Ausprobieren und zur eigenständigen Nutzung des selbst geschaffenen Schulwegspiels, etwa in Wartezeiten und Unterrichtspausen. Der Würfel führt über die markierten Brettpunkte, an denen Gefahren erkannt und Strafen verbüßt werden müssen. So sollte das Kind den Umweg über die Fußgängerbrücke wählen, statt die Straße direkt zu überqueren. Vergessene Sportschuhe zwingen dazu, noch einmal an den Ausgangspunkt zurückzukehren.

## Lerngewinn und Einsetzbarkeit
Der verkehrserzieherische Vorteil, ein eigenes Schulwegspiel nach der Projektmethode zu erarbeiten, liegt in der sehr intensiven Befassung und konkreten Erfahrung mit dem eigenen, aber auch mit anderen Schulwegen. Die Ereigniskarten lassen sich flexibel nach den aktuellen Gegebenheiten vor Ort (Eisglätte, Schnee, Baustelle) verändern, austauschen oder ergänzen, was das Spiel spannend und abwechslungsreich erhält. Die Kinder lernen zudem, dass Spielen bereits bei der Herstellung des Spielzeugs beginnen und damit zu etwas sehr Persönlichem werden kann.
Die Arbeit mit dem Schulwegspiel eignet sich bereits für Eltern als Vorbereitung der Schulwegreife ihres Kindes und gewinnt mit dem bevorstehenden Schuleintritt für die Kinder an Aktualität und Attraktivität.